# Diisoteria
La Diisoteria (en griego antiguo: Διισωτήρια, romanizado: Diisōtēria, en latín: Disoteria) eran un festividad de la antigua Atenas dedicado a Zeus Sóter y Atenea Soteira. Se celebraba el último día del mes de esciroforión, el día 29 o 30, el último día del año del calendario ático, alrededor del actual junio-julio.
El festival se asociaba particularmente con el Templo de Zeus Sóter y Atenea Soteira, ubicado en el antiguo Pireo. No se estableció hasta que Temístocles fortificó el Pireo en el 472 a. C. Según una teoría, el festival se asociaba con la liberación de la región de los aqueménidas tras la batalla de Salamina en el 480 a. C. El festival incluía una procesión encabezada por el arconte epónimo, posiblemente con origen en el Ágora de Atenas, la Estoa de Zeus, y posteriormente, en el período helenístico, una carrera de efebos.